# Поедая Рауля
«Поедая Рауля» (англ. Eating Raoul) — американский кинофильм 1982 года, написанный и поставленный Полом Бартелем, который также играет одну из главных ролей. Чёрная комедия повествует о паре Блэндов, чей дополнительный заработок поступает от ограбления ими же убитых свингеров и разного рода фриков, которых они через объявления в газетах приглашают к себе в квартиру. К ним вскоре присоединяется мелкий жулик по имени Рауль, который продаёт тела убитых в местный ресторан в качестве мяса, попутно сбывая автомобили жертв, приехавших к Блэндам.

## Сюжет
Пол и Мэри Блэнды (П. Бартель и М. Воронов) нуждаются в дополнительном заработке. Однажды пьяный свингер попадает в квартиру Блэндов и пытается изнасиловать Мэри. Пол вовремя приходит на помощь и случайно убивает захожего. При нём они находят приличную сумму денег. Это наводит их на мысль об ограблении других подобных извращенцев. Вскоре через объявления в газетах об услугах определённого рода к ним начинают приходить различные типы. Для них Мэри одевается в фетишистские наряды. Как только посетитель начинает домогаться до неё, выходит Пол и сковородкой ударяет по голове гостя.
Как-то раз к Блэндам приходит мексиканец Рауль (Р. Бельтран) — продавец домашних сигнализаций и убеждает их установить их у себя в квартире. Рауль оказывается жуликом, который на следующую ночь забирается в квартиру Блэндов, чтобы её обокрасть. Когда Блэнды застают его врасплох, он предлагает им соучастие в их преступлениях. В итоге Рауль стал отвечать за уборку тел из квартиры: к неведению Блэндов он продаёт трупы в местный ресторан в качестве мяса, попутно сбывая автомобили жертв, приехавших к Блэндам. Таким образом, Рауль теперь ещё и платит Блэндам часть своего дохода. Рауль однако начинает приставать к Мэри. После того, как Рауль уговаривает её выкурить сигарету с марихуаной, она под воздействием дурмана соглашается с ним переспать. Вскоре Рауль решает избавиться от Пола и пытается сбить его на улице на автомобиле. Пол, в свою очередь, начинает следить за Раулем и устраивает ему мелкие неприятности. Под конец, пьяный Рауль врывается в квартиру Блэндов с намерением убить Пола. Мэри завлекает его на кухню, где Пол убивает его сковородкой. В этот момент в Блэндам должен был прийти агент по недвижимости. За неимением еды в доме, Блэнды решают приготовить блюдо из Рауля. С достаточным количеством накопленных денег, Блэнды через агента приобретают помещение и открывают свой ресторан. Фильм завершается ремаркой: «Приятного аппетита».

## Интересные факты
Спустя три года Поль Бартель и Мэри Воронов снова сыграли тех же самых персонажей (супругов Блэнд) в фильме 1986 года "Chopping Mall" (в России "Роботы-убийцы"). Их можно увидеть в прологе фильма среди зрителей во время презентации роботов-охранников в гипермаркете.

## Номинации
Фильм был номинирован на премию «Сатурн» (1983) в двух категориях: «Лучший малобюджетный фильм» и «Лучшая актриса» (Мэри Воронов).